# Kotpetara
Kotpetara (nep. कोटपेतारा) – gaun wikas samiti w zachodniej części Nepalu w strefie Mahakali w dystrykcie Baitadi. Według nepalskiego spisu powszechnego z 2011 roku liczył on 1052 gospodarstwa domowe i 6440 mieszkańców (3222 kobiety i 3218 mężczyzn).